# Автошлях Т 2615
Автошля́х Т 2615 — автомобільний шлях територіального значення у Тернопільській, Чернівецькій та Івано-Франківській областях. Пролягає територією Заліщицького, Чернівецького та Городенківського районів через Заліщики — Звенячин — Городенку. Під'їзд до станції Стефанешти. Загальна довжина — 13,3 км.

## Маршрут
Автошлях проходить через такі населені пункти:
| Автошлях Т 2615             |        |
| Тернопільська область       |        |
| Заліщицький район           |        |
| Заліщики                    | E85М19 |
| Чернівецька область         |        |
| Чернівецький район          |        |
| Хрещатик                    |        |
| Звенячин                    |        |
| Степанівка (ст. Стефанешти) | Т 2618 |
| Рудка                       |        |
| Івано-Франківська область   |        |
| Городенківський район       |        |
| Серафинці                   |        |
| Городенка                   | Р20    |